# Daqingshanita-(Ce)
La daqingshanita-(Ce) és un mineral de la classe dels carbonats.

## Característiques
La daqingshanita-(Ce) és un carbonat de fórmula química Sr₃CePO₄(CO₃)₃. És l'espècie anàloga amb ceri d'una altra amb lantani encara sense anomenar. Cristal·litza en el sistema trigonal. Es troba com a cristalls en forma de plaques arrodonides, els quals poden ser romboèdrics, de fins a 3 mm. També es troba en agregats. La seva duresa a l'escala de Mohs és 4,5.
Segons la classificació de Nickel-Strunz, la daqingshanita-(Ce) pertany a «05.BF - Carbonats amb anions addicionals, sense H₂O, amb (Cl), SO₄, PO₄, TeO₃» juntament amb els següents minerals: ferrotiquita, manganotiquita, northupita, tiquita, bonshtedtita, bradleyita, crawfordita, sidorenkita, reederita-(Y), mineevita-(Y), brianyoungita, filolitita, leadhil·lita, macphersonita i susannita.

## Formació i jaciments
Va ser descoberta al dipòsit de Bayan Obo, a Baotou League, Mongòlia Interior (Xina). Sol trobar-se associada a altres minerals com: benstonita, huntita, estroncianita, pirita, flogopita, monazita, albita, ancylita, anatasa, clorita, dolomita, isokita, apatita o quars.